# Punjabis
| Region                       | Bewohner                                         |
| ---------------------------- | ------------------------------------------------ |
| Pakistan                     | 91.601.412                                       |
| Indien                       | 29.100.000                                       |
| Vereinigtes Königreich       | 700.000                                          |
| Kanada                       | 545.730                                          |
| Vereinigte Staaten           | 253.740                                          |
| Australien                   | 132.496                                          |
| Malaysia                     | 55.400                                           |
| Libanon                      | 54.000                                           |
| Norwegen                     | 24.000                                           |
| Bangladesch                  | 23.700                                           |
| Neuseeland                   | 19.752                                           |
| Deutschland                  | 18.000+ 40.000 Punjabi Mitglieder der AMJ (KdÖR) |
| Nepal                        | 10.000                                           |
| Sprachen                     |                                                  |
| Panjabi und Dialekte hiervon |                                                  |
| Land                         | Religion                                         |
| Pakistan                     | Islam (97 %)                                     |
| Indien                       | Sikhismus (57,7 %)                               |
| Indien                       | Hinduismus (38,5 %)                              |
| Indien                       | Christen (Minderheit)                            |

Die Punjabis oder Pandschabis (Panjabi: پنجابی, ਪੰਜਾਬੀ IAST panjābī [pʌnˈʤɑːbiː]) sind eine ethnische Gruppe, die in der Punjab-Region, in der Punjabi, eine indoarische Sprache gesprochen wird, beheimatet ist. Der Name Punjab bedeutet Land der fünf Wasser (panj (fünf) āb (Wasser)). Der Name wurde von den türkisch-persischen Eroberern von Südasien eingeführt. Oft wird Punjab als Brotkorb Indiens beziehungsweise Pakistans genannt.
Das Zusammenwachsen der verschiedenen Stämme und Kasten in Punjab zu einer gemeinsamen „Punjabi“-Identität begann mit Beginn des 18. Jahrhunderts. Zuvor gab es keine gemeinsame Identität, obwohl die meisten Gemeinschaften des Punjab eine gemeinsame Sprache, Kultur und genetische Herkunft hatten.
Die Punjabi-Identität definiert sich in erster Linie über Sprache, Geographie und Kultur. Diese sind wichtiger als geschichtliche Herkunft oder Religion. Integration und Assimilation sind ein wichtiger Teil der Punjabi-Kultur. Der kulturelle Hintergrund der Punjabi ist aber relativ ähnlich.
Historisch gesehen haben die Punjabi eine hohe Heterogenität und teilen sich in Clans, die biradari (Bruderschaften) oder Stämme genannt werden. Jede Person war Mitglied eines Clans. Im Laufe der Zeit wurde diese Stammesgesellschaft aufgegeben und durch eine einheitliche Gesellschaft ersetzt, die auf der Gruppenkohäsion basiert. Zur heutigen Zeit werden sie in Punjabi Muslims, Punjabi Sikhs und Punjabi Hindus unterteilt.

## Geographische Verteilung

### Sikh Ära Punjab
Im 19. Jahrhundert gründete Ranjit Singh das Reich der Sikh, das das Punjab umfasste. Dieses Reich reichte im Westen von Punjab bis zum Chaiber-Pass im Osten und im Norden von Kaschmir und Tibet bis zum Sindh im Süden. Von der religiösen Demografie her gehörten die etwa 3,5 Millionen Einwohner folgenden Religionen an: Islam (70 %), Sikhismus (17 %) und Hinduismus (13 %). 1799 verlegte Ranjit Singh die Hauptstadt von Gujranwala nach Lahore, die 1763 von seinem Großvater Charat Singh gegründet wurde.

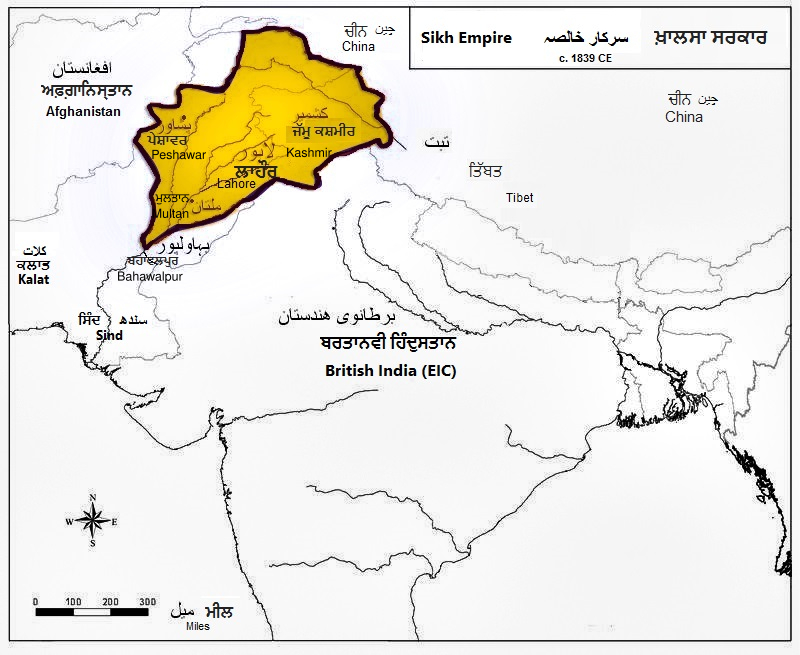
Karte den Punjabi Sikh-Reich

Punjab war eine Region zwischen Indien und dem afghanischen Durrani-Reich. Die folgenden modernen politischen Untergliederungen bildeten das Königreich:
- Punjab bis Multan im Süden
  - Punjab (Pakistan), Pakistan, mit der Hauptstadt Lahaur (Lahore)
  - Teile von Punjab, Indien
  - Teile von Himachal Pradesh, Indien
  - Jammu, Indien, annektiert 1808 – 17. Juni 1822
- Kaschmir, erobert 5. Juli 1819 – 15. März 1846, Indien/Pakistan/China[33][34]
  - Gilgit, Gilgit-Baltistan, Pakistan. (besetzt von 1842 bis 1846)[35]
  - Ladakh, Indien
- Chaiber-Pass, Afghanistan/Pakistan[36]
  - Peschawar, Pakistan[37] (besetzt 1818, freigegeben 1834)
  - Khyber Pakhtunkhwa und die Stammesgebiete unter Bundesverwaltung, Pakistan (dokumentiert von Hazara (besetzt 1818, freigegeben 1836) an Bannu)[38]

Nach Ranjit Singh's Tod 1839 wurde das Reich durch innere Spannung und Missregierung geschwächt. Diese Gelegenheit nutzte die Britische Ostindien-Kompanie aus, um den Ersten Sikh-Krieg zu starten. Nach dem Zweiten Sikh-Krieg wurde 1849 das Reich in Fürstenstaat und in die britische Provinz Punjab geteilt. Schließlich wurde ein Lieutenant Governor in Lahore als Vertreter der Britischen Krone installiert.

### Teilung von Punjab

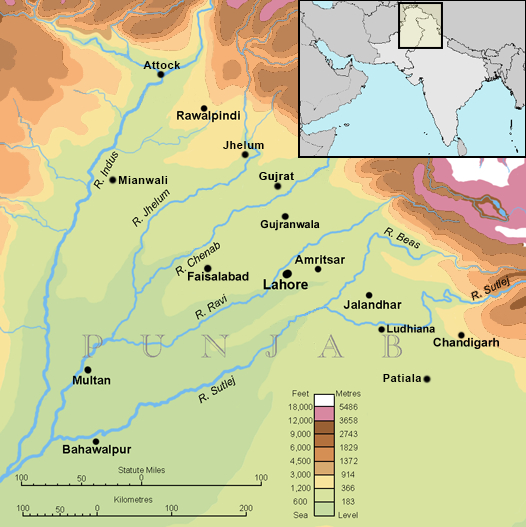
Die Punjabregion mit Flüssen

Die Unabhängigkeit von Indien und Pakistan mit der Teilung von Punjab wird von manchen Historikern als Beginn des Endes des Britischen Empire gesehen. Nach Schätzungen des UNHCR wurden 14 Millionen Hindus, Sikhs und Muslims durch die Teilungen zu Flüchtlingen. Bis heute gilt dies als die größte Massenimmigration der Menschheitsgeschichte.
Bis 1947 wurde die Provinz von einer Koalition aus dem Indischen Nationalkongress, der Shiromani Akali Dal und der Unionist Muslim League regiert. Bei der Wahl 1946 wurde aber die Muslimliga führende Partei. Dies führte kurz vor der Teilung zu örtlicher Gewalt und zu hunderttausenden Toten. In West-Punjabwas wurde der Großteil der Hindu- und Sikh-Bevölkerung nach Indien vertrieben. In Ost-Punjab wurden die Moslems entfernt.
In den 1960er Jahren wurde im Zusammenhang mit dem States Reorganisation Act ein punjabi-sprechender Staat gegründet. Die hindi-sprechenden Gebiete wurden Himachal Pradesh und Haryana zugesprochen. Das indische Punjab ist immer noch einer der reichsten indischen Bundesstaaten.
Nach der Teilung bildet West-Punjabis einen Großteil der pakistanischen Bevölkerung aus und machte vierzig Prozent der Landfläche aus. Heutzutage leben Punjabis in der Provinz Punjab Asad Jammu und Kaschmir und in Islamabad Capital Territory. Ebenso sind sie auch in Karatschi eine Gemeinde zu finden.
Punjabis sind in den indischen Bundesstaaten Punjab, Haryana, Himachal Pradesh, Delhi und dem Union Territory of Chandigarh zu finden. Größere Gemeinschaften sind in der Jammu-Region von Jammu und Kashmir sowie in Rajasthan, Uttarakhand und Uttar Pradesh zu finden.

### Punjabis in Pakistan
In Pakistan gibt es über 110 Millionen Punjabis, sie machen damit etwa 55 % der Bevölkerung Pakistans aus. Punjab ist ein Vielvölkerstaat. Sie gehören zur Gruppe der Biradaris. Zusätzlich werden sie in zwei Gruppen geteilt. Die Zamindar oder Qoums sind traditionell Bauern und die Moeens sind üblicherweise Handwerker. Die verschiedenen Stämme der Zamindars sind Jats, Shaikhs, Muslim Khatris, Gujjars, Awans, Arains und Sayyid. Menschen aus den benachbarten Regionen wie Kashmiris, Pashtunen und Belutschen bilden ebenso einen beträchtlichen Teil der Bevölkerung aus. Eine große Anzahl Punjabis gehört zu Gruppen, die mit dem Handwerk zusammenhängen: Sunar, Lohar, Kumhar, Tarkhan, Julaha, Mochi, Hajjam, Chhimba Darzi, Teli, Lalari, Qassab, Mallaah, Dhobi, Mirasi etc.

### Punjabis in Indien
2,8 % der Inder sprechen 2001 Punjabi. Die Gesamtzahl wurde in der Volkszählung nicht erfasst. Die Sikhs konzentrieren sich auf den Staat Punjab und machen sechzig Prozent der Bevölkerung aus. Der Anteil der Hindus beträgt 39 %. Ethnische Punjabis machen nach Schätzungen 35 % der Bevölkerung von Delhi aus und besteht aus Hindi-sprechende Hindus. In Chandigarh sind 80,78 % der Bevölkerung Hindus, 13,11 % sind Sikhs, 4,87 % sind Muslims und eine Minderheit sind Christen, Buddhisten und Jains.

### Punjabi in der Diaspora
Die Punjabis sind in viele Teile der Welt zerstreut. Im frühen 20. Jahrhundert wanderten viele in die USA aus. Auch in Großbritannien und Kanada ist eine größere Anzahl zu finden. In den 1970er Jahren wanderten viele in die Länder des Nahen Osten (Vereinigte Arabische Emirate, Saudi-Arabien und Kuwait) aus. Größere Gemeinschaften sind in Kenia, Uganda, Tansania, Australien, Neuseeland, Malaysia, Thailand, Singapur und Hongkong zu finden. In jüngerer Zeit wanderten viele auch nach Italien aus.

### Punjabi als Heimat
Nach der Teilung Indiens rückte das Gefühl der Punjabi Nation in den Hintergrund. Seit Mitte der 1980er wurde aus dem Nationalgefühl ein Kulturkreis.